# Brenda Fricker
Brenda Fricker (Dublin, 1945. február 17. –) Oscar-díjas ír színpadi, televíziós és filmszínésznő.
Hat évtizedet felölelő munkássága során ő volt a legelső ír színésznő, aki Oscar-díjat nyert. A legjobb női mellékszereplőnek járó díjat A bal lábam – Christy Brown története (1989) című életrajzi filmdrámával érdemelte ki. Szerepelt még A rét (1990), a Reszkessetek, betörők! 2. – Elveszve New Yorkban (1992), az Elbaltázott nászéjszaka (1993), az Angyalok a pályán (1994), a Ha ölni kell (1996), a Lapzárta – Veronica Guerin története (2003), a Lélekben táncolok (2004) és az Albert Nobbs (2011) című filmekben.
2020-ban a The Irish Times magazin „minden idők 50 legjobb ír színésze” listáján a 26. helyezést érte el.

## Filmográfia

### Film
| Év   | Magyar cím                                       | Eredeti cím                                   | Szerep                              | Magyar hang    |
| ---- | ------------------------------------------------ | --------------------------------------------- | ----------------------------------- | -------------- |
| 1964 | Örök szolgaság                                   | Of Human Bondage                              | statiszta (stáblistán nem szerepel) |                |
| 1969 | Bűnös Davey                                      | Sinful Davey                                  | statiszta (stáblistán nem szerepel) |                |
| 1979 |                                                  | The Music Machine                             | Mrs. Pearson                        |                |
| 1985 |                                                  | The Woman Who Married Clark Gable (rövidfilm) | Mary                                |                |
| 1986 | Ábrándok bálterme                                | The Ballroom of Romance                       | Bridie                              | Bessenyei Emma |
| 1989 | A bal lábam – Christy Brown története            | My Left Foot                                  | Bridget Fagan Brown                 | Halász Aranka  |
| 1990 | A rét                                            | The Field                                     | Maggie McCabe                       | Zsolnai Júlia  |
| 1990 | A rét                                            | The Field                                     | Maggie McCabe                       | Bessenyei Emma |
| 1992 |                                                  | Utz                                           | Marta                               |                |
| 1992 | Reszkessetek, betörők! 2. – Elveszve New Yorkban | Home Alone 2: Lost in New York                | Central Park-i galambos nő          | Mányai Zsuzsa  |
| 1993 | Elbaltázott nászéjszaka                          | So I Married an Axe Murderer                  | May Mackenzie                       | Némedi Mari    |
| 1994 | Haláli füles                                     | Deadly Advice                                 | Iris Greenwood                      | Molnár Piroska |
| 1994 |                                                  | A Man of No Importance                        | Lily Byrne                          |                |
| 1994 | Angyalok a pályán                                | Angels in the Outfield                        | Maggie Nelson                       | Szabó Éva      |
| 1996 | Moll Flanders                                    | Moll Flanders                                 | Mrs. Mazzawatti                     | Győri Ilona    |
| 1996 | Ha ölni kell                                     | A Time to Kill                                | Ethel Twitty                        | Fodor Zsóka    |
| 1996 | Mary Swann                                       | Swann                                         | Rose Hindmarch                      |                |
| 1997 | Lángelmék                                        | Masterminds                                   | Claire Maloney igazgató             |                |
| 1998 |                                                  | Painted Angels                                | Annie Ryan                          |                |
| 1998 | Rettegés Belfastban                              | Resurrection Man                              | Dorcas Kelly                        |                |
| 1998 | A meteor                                         | Pete's Meteor                                 | Lily                                |                |
| 2001 | A háborús özvegy                                 | The War Bride                                 | Betty                               | Bókai Mária    |
| 2002 |                                                  | The Intended                                  | Mrs. Jones                          |                |
| 2002 | Botrány a vérbankban                             | No Tears                                      | Grainne McFadden                    |                |
| 2003 |                                                  | Conspiracy of Silence                         | Annie McLaughlin                    |                |
| 2003 | Lapzárta – Veronica Guerin története             | Veronica Guerin                               | Bernadette "Bernie" Guerin          | Kassai Ilona   |
| 2004 | Trauma                                           | Trauma                                        | Petra                               | Fabó Györgyi   |
| 2004 | Lélekben táncolok                                | Inside I'm Dancing                            | Eileen                              | Bókai Mária    |
| 2004 |                                                  | Razor Fish (rövidfilm)                        | Molly                               |                |
| 2005 |                                                  | Milk (rövidfilm)                              | Nan                                 |                |
| 2005 |                                                  | Tara Road                                     | Mona                                |                |
| 2007 |                                                  | How About You                                 | Heather Nightingale                 |                |
| 2007 | A szerelem gyűrűje                               | Closing the Ring                              | Eleanor                             | Illyés Mari    |
| 2008 |                                                  | Stone of Destiny                              | Mrs. McQuarry                       |                |
| 2010 |                                                  | Locked In                                     | Joan                                |                |
| 2011 | Felhőszakadás                                    | Cloudburst                                    | Dot                                 |                |
| 2011 | Albert Nobbs                                     | Albert Nobbs                                  | Polly                               | Zsurzs Kati    |
| 2013 |                                                  | A Long Way from Home                          | Brenda                              |                |
| 2014 |                                                  | Deadly (rövidfilm)                            | Bridie                              |                |
| 2023 | A csodák útján                                   | The Miracle Club                              | Maureen (hangja)                    |                |

### Televízió
| Év        | Magyar cím                   | Eredeti cím                                | Szerep                            | Megjegyzések                              |
| --------- | ---------------------------- | ------------------------------------------ | --------------------------------- | ----------------------------------------- |
| 1977      |                              | Coronation Street                          | Maloney személyzeti nővér         | 4 epizód                                  |
| 1978–1979 |                              | The Quatermass Conclusion                  | Alison Thorpe                     |                                           |
| 1980      | Nyavalyás kölykök            | Bloody Kids                                | nővér                             | tévéfilm                                  |
| 1984      |                              | Cockles                                    | Ms Kyte                           |                                           |
| 1986–2010 | Baleseti sebészet            | Casualty                                   | Megan Roach                       | 72 epizód                                 |
| 1991      |                              | Brides of Christ                           | Agnes nővér                       | minisorozat (6 epizód)                    |
| 1992      |                              | The Sound and the Silence                  | Eliza                             | tévéfilm                                  |
| 1992      |                              | Seekers                                    | Stella Hazard                     | 2 epizód                                  |
| 1995      |                              | Journey                                    | Lottie                            | tévéfilm                                  |
| 1995      | Egy független asszony        | A Woman of Independent Means               | Mother Steed                      | minisorozat (2 epizód)                    |
| 1999      |                              | Resurrection                               | Clare anyja                       | tévéfilm                                  |
| 1999      |                              | Durango                                    | Maeve néni                        | tévéfilm                                  |
| 2000      | Cupido és Kate               | Cupid & Cate                               | Willie Hendley                    | - tévéfilm - magyar hangja: - Bókai Mária |
| 2003      |                              | Watermelon                                 | Teresa Ryan                       | tévéfilm                                  |
| 2004      | Omagh                        | Omagh                                      | Nuala O'Loan rendőrségi ombudsman | - tévéfilm - magyar hangja: - Bókai Mária |
| 2004      | Heidi Fleiss síkos karrierje | Call Me: The Rise and Fall of Heidi Fleiss | Madame Alex                       | tévéfilm                                  |
| 2008      |                              | Beautiful People                           | Narg                              | 1 epizód                                  |
| 2013–2015 |                              | Forgive Me                                 | Mrs. Smith                        | 3 epizód                                  |
| 2021      |                              | Cam Boy                                    | Tilda                             | minisorozat (1 epizód)                    |
| 2022      |                              | Holding                                    | Lizzie Meany                      | 4 epizód                                  |
| 2023      |                              | The Catch                                  | Phyllis Doyle                     | minisorozat (4 epizód)                    |

## Fordítás
- Ez a szócikk részben vagy egészben  a   Brenda Fricker című angol Wikipédia-szócikk fordításán alapul.  Az eredeti cikk szerkesztőit annak laptörténete sorolja fel. Ez a jelzés csupán a megfogalmazás eredetét és a szerzői jogokat jelzi, nem szolgál a cikkben szereplő információk forrásmegjelöléseként.